# Cère
Cère je 128 km dolga reka v jugozahodni Franciji, levi pritok Dordogne.
Reka izvira na višini 1.250 m pod vrhom Col de Font de Cère v jugozahodnem delu Centralnega masiva, od koder teče pretežno proti zahodu skozi naslednje departmaje in kraje:
- Cantal: Vic-sur-Cère, Arpajon-sur-Cère, Laroquebrou,
- Corrèze
- Lot: Bretenoux.

Na njej je zgrajeno več jezov: Saint-Étienne-Cantalès, Nepes, Camps.
Glavni pritoki reke Cère so:
- Mamou (15,4 km), desni pritok,
- Jordanne (40,6 km), desni pritok,
- Lentat (10,7 km), levi pritok,
- Roannes (20,1 km), levi pritok,
- Angles (9,7 km), levi pritok,
- Authre (42 km), desni pritok,
- Pontal (13,3 km), levi pritok,
- Lacamp (Auze, 14,9 km), desni pritok,
- Branugues (10,1 km), desni pritok,
- Escalmels (24,7 km), levi pritok,
- Candes (7,6 km), levi pritok,
- Orgues (11,1 km), desni pritok,
- Négreval (9,8 km), levi pritok.